# Andrzej Baliński (paleontolog)
Andrzej Baliński (ur. 8 listopada 1946 w Warszawie) – polski paleontolog.

## Życiorys
W 1970 ukończył studia na Wydziale Geologii Uniwersytetu Warszawskiego. W 1979 doktoryzował się w ówczesnym Zakładzie Paleobiologii PAN. W 1995 uzyskał habilitację w Instytucie Paleobiologii PAN na podstawie rozprawy pod tytułem Brachiopods and Conodont Biostratigraphy of the Famennian from the Dębnik Anticline, Southern Poland. W 2005 otrzymał tytuł profesora nauk o Ziemi. Członek Komitetu Zoologii PAN.
Pracownik naukowy Instytutu Paleobiologii PAN. Zajmuje się ramienionogami paleozoicznymi, przede wszystkim dewońskimi. 
Opracował ramienionogi i konodonty dewonu górnego Antykliny Dębnika oraz (we współautorstwiem z Y. Sunem) ramienionogi wczesnokarbońskie ze stanowiska Muhua (Chiny, prowincja Guizhou). Uczestniczył również w badaniach ordowickiego okna tafonomicznego formacji Fenxiang (Chiny, prowincja Hubei), gdzie znaleziono m.in. skamieniałości śladowe morskich nicieni. Zajmował się również ewolucją muszli embrionalnej lingulidów. Opisał rodzaje ramienionogów dewońskich Loborina, Iloerhynchus, Minirostrella, Biernatella, Eobiernatella i Leiocyrtia; jest także współautorem nazw rodzajów ramienionogów dewońskich Paulinaerhynchia, Eressella i Sinathyris oraz karbońskich Muhuarina i Muhuathyris.

## Publikacje
- Brachiopods and conodonts from the Frasnian of the Dębnik anticline, southern Poland (1979)[20]
- Brachiopods and conodont biostratigraphy of the Famennian from the Dębnik anticline, southern Poland (1995)[11]

## Upamiętnienie
Na jego cześć nazwano ramienionoga dewońskiego Colophragma balinskii.